# Château de Vendrennes
Le château de Vendrennes est situé sur la commune de Vendrennes (France).

## Situation
Le château de Vendrennes est situé en France, sur la commune de Vendrennes, dans le département de la Vendée, en région Pays de la Loire.

## Description
Le château de Vendrennes garde son aspect médiéval. Fin 1989, la découverte de vestiges d'une église romane dans l'enceinte fortifiée permet d'affirmer que le donjon primitif  appartient à une catégorie connue et limitée : celle des donjons romans de type niortais. De forme carrée, muni aux angle de tours rondes, pleines, et arborant sur au moins deux des côtés des  contreforts semi circulaires pleins[réf. souhaitée].

## Historique
C'est à l'origine le siège d'une châtellenie relevant de la vicomté de Thouars. En 1230, la marquise de Mauléon, veuve de Guillaume de Lusignan, est qualifiée de dame de Mouchamps et de Vendrennes. Aux XIVe et XVe siècles, elle est la possession des Belleville, des Clisson mais aussi du roi de France qui confisque les biens d'Olivier III de Clisson et de sa femme, pour collaboration avec les Anglais pendant la guerre de Cent Ans. À l'aube du XVIe siècle, et jusqu'en 1789, la demeure revient aux seigneurs de Mouchamps, qui résident  alors au château du Parc-Soubise,.
À la Révolution, le château fut confisqué comme bien national, sa vente fut retardée par la guerre  de Vendée qui plaça Vendrennes au cœur du territoire insurgé en 1793. Le massacre de soixante femmes, enfants et vieillards y fut signalé le 21 février 1794, quand la colonne du général Duquesnoy passa par Vendrennes au cours de sa marche des Herbiers à Saint-Fulgent. Il fut incendié en 1794,. 
Le château est inscrit au titre des monuments historiques par arrêté du 12 juin 1991.